# Kenneth Gould
Kenneth Gould (ur. 11 maja 1967 w Rockford) – amerykański bokser, medalista igrzysk olimpijskich i amatorski mistrz świata.

## Kariera w boksie amatorskim
Walczył w wadze półśredniej (do 67 kg). Zdobył w niej brązowy medal na mistrzostwach świata juniorów w 1985 w Bukareszcie.
Zdobył złoty medal na mistrzostwach świata w 1986 w Reno, gdzie pokonał kolejno: Kunihiro Miurę z Japonii, Laurenta Boudouaniego z Francji, Tibora Molnára z Węgier i w finale Candelario Duvergela z Kuby. Na igrzyskach panamerykańskich w 1987 w Indianapolis zdobył srebrny medal, przygrywając w finale z Kubańczykiem Juanem Carlosem Lemusem. Lemus pokonał go także w finale mistrzostw Ameryki Północnej w 1987 w Toronto.
Gould zdobył brązowy medal na igrzyskach olimpijskich w 1988 w Seulu po wygraniu czterech walk (w tym ćwierćfinałowej z Jonim Nymanem z Finlandii) i przegranej w półfinale z Laurentem Boudouanim.
Był mistrzem Stanów Zjednoczonych w 1985, 1986 i 1987.

## Kariera w boksie zawodowym
Przeszedł na zawodowstwo w 1988. Walczył w wadze półśredniej. W 1993 został mistrzem świata mniej znaczącej federacji IBO, którego nigdy nie bronił. Nie walczył o żaden tytuł istotnej organizacji bokserskiej. Stoczył 28 walk, z których wygrał 26 i przegrał 2. Zakończył karierę w 1993.